# Langxi
Langxi (chiń. upr. 郎溪县; chiń. trad. 郎溪縣; pinyin Lángxī Xiàn) – powiat w północnej części prefektury miejskiej Xuancheng w prowincji Anhui w Chińskiej Republice Ludowej. Liczba mieszkańców powiatu, w 2010 roku, wynosiła 320 627.